# Serrat de l'Avenc
El Serrat de l'Avenc és una serra situada al municipi de Mont-ral a la comarca de l'Alt Camp, amb una elevació màxima de 967 metres.